# 李碩勛故居
李碩勛故居位於四川省高縣慶符鎮，文物遺址年代判定為近代。1996年9月16日公佈為四川省第四批省級文物保護單位。